# Ganga Producciones
Ganga Producciones es una productora de multimedios y audiovisual española, creada por Miguel Ángel Bernardeau y perteneciente a Squirrel Media desde 2023.

## Producciones
Una de las principales actividades de esta productora es la creación de series dramáticas, históricas y juveniles, así como también programas dedicados a la cultura, la historia y la gastronomía. La mayoría de sus productos y contenidos son emitidos por Radio Televisión Española.  
| Nombre                                              | Año                  | Tipo de producto                  | Canal                 |
| --------------------------------------------------- | -------------------- | --------------------------------- | --------------------- |
| Cuéntame cómo pasó                                  | 2001-2023            | Serie de televisión histórica     | La 1                  |
| La azotea de Wyoming                                | 2004-2005            | Late show                         | La 1                  |
| Vamos a cocinar con José Andrés                     | 2005-2007            | Programa de cocina                | La 1                  |
| Níger, una emergencia silenciosa                    | 2006                 | Documental                        | La 1                  |
| Hay que vivir                                       | 2007                 | Docudrama                         | La 1                  |
| Desaparecida                                        | 2007-2008            | Serie de suspense                 | La 1                  |
| UCO                                                 | 2009                 | Serie policiaca                   | La 1                  |
| ¡Feliz 2010! Cuéntame                               | 31-12-09—1-1-10      | Gala de fin de año                | La 1                  |
| Un país para comérselo                              | 2010-2011, 2013-2014 | Programa gastronómico             | La 1                  |
| Cántame cómo pasó                                   | 2010                 | Talent show                       | La 1                  |
| Lo que ha llovido                                   | 2011                 | Telefilme                         | Canal Sur Televisión  |
| Aprendiendo a educar mejor a niños y niñas pequeños | 2013                 |                                   |                       |
| Vicente Ferrer                                      | 2014                 | Telefilme                         | La 1                  |
| La felicidad según Vicente Ferrer                   | 2014                 | Documental                        | La 2                  |
| Ochéntame otra vez / Novéntame otra vez             | 2014-2021            | Programa documental               | La 1                  |
| Pescanova, todos somos chef                         | 2015                 | Anuncio de televisión             | Anuncio de televisión |
| Densia, el momento de las mujeres                   | 2016                 | Anuncio de televisión             | Anuncio de televisión |
| La Rioja capital                                    | 2016                 | Anuncio de televisión             | Anuncio de televisión |
| Inhibidos                                           | 2017                 | Webserie                          | Playz                 |
| Fugitiva                                            | 2018                 | Thriller                          | La 1                  |
| Yeses                                               | 2019                 | Documental                        | La 2                  |
| HIT                                                 | 2020-2021            | Serie juvenil                     | La 1                  |
| ¿Quién educa a quién?                               | 2020                 | Debate educativo infantil-juvenil | La 1                  |
| Generación HIT                                      | 2021                 | Debate educativo infantil-juvenil | La 1                  |
| Dúos increíbles                                     | 2022-presente        | Programa de televisión            | La 1                  |
| La última                                           | 2022                 | Serie juvenil                     | Disney+               |
| Playa negra                                         | ¿?                   | Thriller                          | ¿?                    |